# Quercus albicaulis
Quercus albicaulis és una espècie de roure que pertany a la família de les fagàcies i està dins del subgènere Cyclobalanopsis, del gènere Quercus.

## Descripció
Quercus albicaulis és un arbre que pot arribar als 30 m d'alçada. Les primeres branques són blanquinoses, glabres, cilíndriques, i després són minuciosament arrugades, amb lenticel·les. Les fulles fan entre 10 a 15 cm de llarg, i entre 3 a 6 cm d'ample, oblongo-el·líptiques a ovals o lanceolades, una mica coriàcies, florida, base arrodonida o dèbilment cuneada. L'àpex acuminat amb major freqüència, marge sencer o remotament dentat. El nervi central està superficialment impressionat anteriorment, amb 6 o 8 parells de nervis laterals. Els pecíols són glabres entre 2 a 2,5 cm de llarg.
Les flors són pistil·lades a l'octubre, en inflorescències de 2 a 3 cm de llarg. Les glans fan 4 cm de llarg, i entre 2 a 3 cm d'ample, oblong, glabre, pecíol llarg, amb cúpules entre 2 a 3 cm de diàmetre, amb 6 o 8 anells marrons pàl·lids pubescents concèntrics tanquen, 1/3 o 1/2 de la núcula rodona, cicatriu; estilopodi persistent. Les glans maduren al cap d'1 any (fruit al novembre i desembre de l'any després de la floració que es produeix a l'octubre).

## Distribució
Creix a la Xina (a la província de Hainan), entre els 200 als 600 m.

## Taxonomia
Quercus albicaulis va ser descrita per Chun i W.C.Ko i publicat a Acta Phytotaxonomica Sinica 7(1): 33–35, pl. 11, f. 1. 1958.
Etimologia
Quercus: nom genèric del llatí que designava igualment al roure i a l'alzina.
albicaulis: epítet llatí que significa "amb les tiges blanques".